# Michel Scheuer
Michael Scheuer (ur. 20 maja 1927 w Rodange, zm. 5 kwietnia 2015 w Krefeld) – niemiecki kajakarz, trzykrotny medalista olimpijski.

## Kariera sportowa
Był reprezentantem RFN, jednak na igrzyskach startował w ramach jednej ekipy niemieckiej. Brał w nich udział dwukrotnie (IO 52, IO 56) i na obu olimpiadach zdobywał medale. W 1952 i w 1956 był trzeci w jedynkach na dystansie 10 000 metrów, a w Australii triumfował także w dwójkach. Partnerował mu Meinrad Miltenberger. Trzy razy stawał na podium mistrzostw świata, sięgając po dwa złota (K-4 1000 m i K-4 10 000 m: 1958) i jedno srebro (K-2 1000 m: 1954).